# Après l'empire
Après l’empire - Essai sur la décomposition du système américain est un essai d'Emmanuel Todd, publié en 2002 aux éditions Gallimard puis réédité en  édition en poche, toujours chez Gallimard, dans la collection  « Folio actuel » en 2004 .

## Parutions
- Après l'empire : Essai sur la décomposition du système américain, Paris, Gallimard, septembre 2002  (ISBN 978-2070767106).
- Après l'empire : Essai sur la décomposition du système américain, réédition en poche, Paris, Gallimard, coll. « Folio actuel », 2004  (ISBN 978-2070313006).
- Traduction en allemand, anglais, espagnol, italien, persan, polonais, suédois et turc.

## Thématique
Emmanuel Todd part d’un constat : les États-Unis étaient une source de paix et de stabilité, ils sont devenus un facteur de désordre (Afghanistan, Irak...). L’objet de l’ouvrage est de « proposer un modèle explicatif rigoureux du comportement international des États-Unis » (p. 14), donc de ce renversement récent. L’idée directrice du livre est que l’explication ne doit pas être cherchée dans la force, mais dans la faiblesse des États-Unis. 
En effet, on constate que les États-Unis sont en déclin relatif par rapport au reste du monde. Ce déclin relatif a deux composantes.
- D’une part, le monde est en voie d’émancipation : l’alphabétisation se répand de manière universelle (on peut envisager un monde totalement alphabétisé à l’horizon 2030) et elle a pour conséquences directes et inéluctables la croissance économique, la baisse de la natalité et l’émergence de systèmes démocratiques[2], même si en général la transition s’accompagne de crises dont le terrorisme du groupe Al-Qaïda est l’exemple type. Cette émancipation du monde porte un coup inattendu à l’assise du leadership américain qui est avant tout militaire et qui repose donc sur le désordre mondial : l’avènement des démocraties et de la paix (d’après la loi de Doyle selon laquelle la guerre est impossible entre démocraties) est une menace directe pour l’hégémonie américaine.
- D’autre part, les États-Unis sont en déclin : sur le plan militaire, leur faiblesse est chronique (en particulier au sol), depuis la Seconde Guerre mondiale (gagnée grâce au sacrifice humain soviétique sur le front de l'Est) jusqu’au conflit récent en Afghanistan où aucune action n’aurait été possible sans la Russie et où les objectifs n’ont pas été atteints, en passant par la guerre du Viêt Nam. Enfin, les États-Unis sont en déclin idéologique, et leur perception inégalitaire des peuples, contenue et réprimée entre 1950 et 1965 pour faire face au bloc soviétique, se dévoile de plus en plus crûment, tant sur leur territoire (ségrégation matrimoniale des Noirs et des Hispaniques) qu’à l’extérieur (vision inégalitaire au Moyen-Orient, en particulier dans le conflit israélo-palestinien).

Mais le point le plus sensible est la dépendance économique des États-Unis, dont les échanges économiques avec le reste du monde sont déséquilibrés : de plus en plus ils consomment ce que produit le monde, comme l’atteste leur déficit commercial croissant. Tout se passe comme si le monde payait un tribut aux États-Unis, bien que le phénomène soit plutôt un bienfait pour la planète qui peut ainsi écouler son excédent de production dû à la mondialisation de l’économie. Mais le maintien de ce déficit commercial – et donc du régime impérial – n’est possible que grâce à l’entrée massive de capitaux aux États-Unis. Or cet investissement, fruit du libre choix des citoyens et donc terriblement volatil, ne peut se poursuivre que si les États-Unis continuent à être perçus comme centraux.

## Critiques
Pour Pascal Riché de Libération, « Les pages de son dernier livre, Après l'Empire, consacré à la place des Etats-Unis dans le monde, sont tour à tour lumineuses, outrées, habiles, caricaturales, percutantes, simplistes, érudites, arrogantes, incandescentes, horripilantes ».
Pour l'éditorialiste Philippe Frémeaux du magazine économique Alternatives économiques, la thèse d'Emmanuel Todd est « contestable, sur le plan économique comme sur le plan stratégique », mais ce dernier avance des idées « stimulantes ».